# Hrabstwo Crawford (Ohio)
Hrabstwo Crawford (ang. Crawford County) – hrabstwo w stanie Ohio w Stanach Zjednoczonych. Obszar całkowity hrabstwa obejmuje powierzchnię 402,83 mil2 (1 043,33 km²). Według danych z 2010 r. hrabstwo miało 43 784 mieszkańców. Hrabstwo powstało 1 kwietnia 1820 roku i nosi imię Williama Crawforda - żołnierza poległego podczas wojny o niepodległość Stanów Zjednoczonych.

## Sąsiednie hrabstwa
- Hrabstwo Seneca (północ)
- Hrabstwo Huron (północny wschód)
- Hrabstwo Richland (wschód)
- Hrabstwo Morrow (południowy wschód)
- Hrabstwo Marion (południowy zachód)
- Hrabstwo Wyandot (zachód)

## Miasta
- Bucyrus
- Galion

## Wioski
- Chatfield
- Crestline
- New Washington
- North Robinson
- Tiro

## CDP
- Oceola
- Sulphur Springs